# Sant Cristòfol de Gualba
Sant Cristòfol de Gualba és una església de Gualba (Vallès Oriental) inclosa a l'Inventari del Patrimoni Arquitectònic de Catalunya.

## Descripció
És un edifici religiós de paret de pedra, quadrangular i amb una sola nau. Té presbiteri amb una volta de tres trams, els arcs de la qual es recolzen en les mènsules corresponents que sobresurten una mica de la paret. Té una petita espadanya sense campana.
La portada és senzilla. Hi ha escrita una data, 1587, que coincideix amb les disposicions dels visitadors de restaurar-la. No té retaule, sols una imatge que representa Sant Cristòfor. A la llinda de la portada hi ha una ornamentació que recorda al final del gòtic.
La capella apareix documentada el 1328.